# Il pittore parigino
Il pittore parigino es un intermezzo, una ópera bufa por su carácter, de Domenico Cimarosa basado en libreto de Giuseppe Petrosellini.
Se estrenó en el Teatro Valle de Roma el 2 de enero de 1781 y posteriormente se representó más veces, incluso en forma revisada. Fue entonces estrenado en 1793 en Viena y el 14 de noviembre de 1794 en el Teatro Real de San Carlos de Lisboa, teatro inaugurado el año anterior por el propio Cimarosa con La ballerina amante. Esta vez, en versión revisada, fue puesto en escena como el drama jocoso Le brame deluse en el 1787 en Florencia con la adición de algunas arias de Francesco Cipolla y en el año 1794 en el Teatro Nuevo de Nápoles como la comedia para música Il barone burlato.
La ópera se inicia con una sinfonía briosa y vivaz, pero no original. En el primer acto destacó en particular el área cómica Lei comandi, Signorina del Barone, el recitativo acompañado más aria Si fingeva ch'io fossi de Cintia, tierna, gentil y rica en trinos y el quinteto final, que presenta siempre un tono brioso. Mientras en el segundo acto suscitan particular interés el aria de Eurilla Dove sei, bell'idol mio?, bastante graciosa, y el final.
Esta ópera rara vez se representa en la actualidad; en las estadísticas de Operabase no aparece entre las óperas representadas en el período 2005-2010.